# Найджъл Мартин
Антъни Найджъл Мартин (на английски: Antony Nigel Martyn) е бивш английски футболист, роден на 11 август 1966 г. в Сейнт Остъл. Играе на поста вратар и има над 650 мача в английския футбол. Той е първият вратар в Англия, за когото са платени 1 милион паунда. Прекратява кариерата си през 2006 г. след контузия в глезена. Треньор на вратарите в Брадфорд Сити.

## Клубна кариера
Найджъл Мартин започва кариерата си на поста полузащитник, преди на шестнадесетгодишна възраст да стане вратар в заводския отбор на брат си. По-късно играе в аматьорския Сейнт Блейзи, а през 1987 г. отива в Бристъл Роувърс. Любопитен факт е, че той е предложен на отбора за проби от жената, който прави чай в Бристъл Роувърс, която го вижда, докато е във ваканция. През 1989 г. Кристъл Палас плаща рекордната по това време сума за вратар от 1 милион паунда. С този отбор през 1990 г. стига до финал за ФА Къп срещу Манчестър Юнайтед, загубен след 3:3 и 0:1 в преиграването. Година по-късно печели Фул Мембърс Къп след 4:1 срещу ФК Евертън. През 1996 г. Мартин отново поставя трансферен рекорд - преминава в Лийдс за 2,25 милиона паунда.
В Лийдс Мартин има шанса да се изяви на международната сцена. През сезон 1999/2000 отборът играе полуфинал за Купата на УЕФА, като Мартин е избран за играч на мача при гостуването в Италия на Рома в мач реванш от четвъртфиналите (Лийдс печели с 1:0, това е и общият резултат). Година по-късно отборът отново играе полуфинал, този път в Шампионската лига. В продължение на шест години Мартин е несменяем титуляр и се представя на такова добро ниво, че години по-късно е избран от феновете за най-добрия вратар в историята на Лийдс, преборвайки се с конкуренцията дори на именити вратари като Гари Спрейк и Джон Лукич, и двамата триумфирали с отбора като шампиони. През сезон 2002/2003 г. обаче търкания с новия треньор Тери Венебълс, и добрата форма на младата надежда Пол Робинсън оставят Мартин резерва.
Преди следващия сезон Мартин получава оферти от Челси и Евертън. И в двата случая се очертава да бъде резерва съответно на Карло Кудичини и Ричард Райт, но заплатата, която предлага Челси е по-висока. Въпреки това мартин избира Евертън и малко по-късно се оказва, че е направил правилният избор – още в началото на сезона Райт се контузва и Мартин заема мястото му, а формата му е толкова добра, че остава първи вратар и след като Райт се възстановява напълно. Въпреки своите 38 години, той е с основна заслуга за четвъртото място, което постига Евертън през сезон 2004/2005. Мартин се отказва от футбола
през 2006 г. заради контузия.

## Национален отбор
Найджъл Мартин деютира за Англия през 1992 г. срещу ОНД. За А отбора има изиграни едва 23 мача - причината е, че почти винаги е резерва на Дейвид Сиймън. За Б отбора има 6 мача, за младежкия отбор – 11.

## Успехи
Кристъл Палас
- Финал за ФА Къп – 1990
- Носител на Фул Мембърс Къп – 1991

 Лийдс
- Полуфинал за Купата на УЕФА – 2000
- Полуфинал в Шампионската лига – 2001
- Избран в идеалния отбор на Кристъл Палас за езминалото столетие – 2005
- Избран в идеалния отбор на Лийдс за всички времена